# 弗羅洛什角

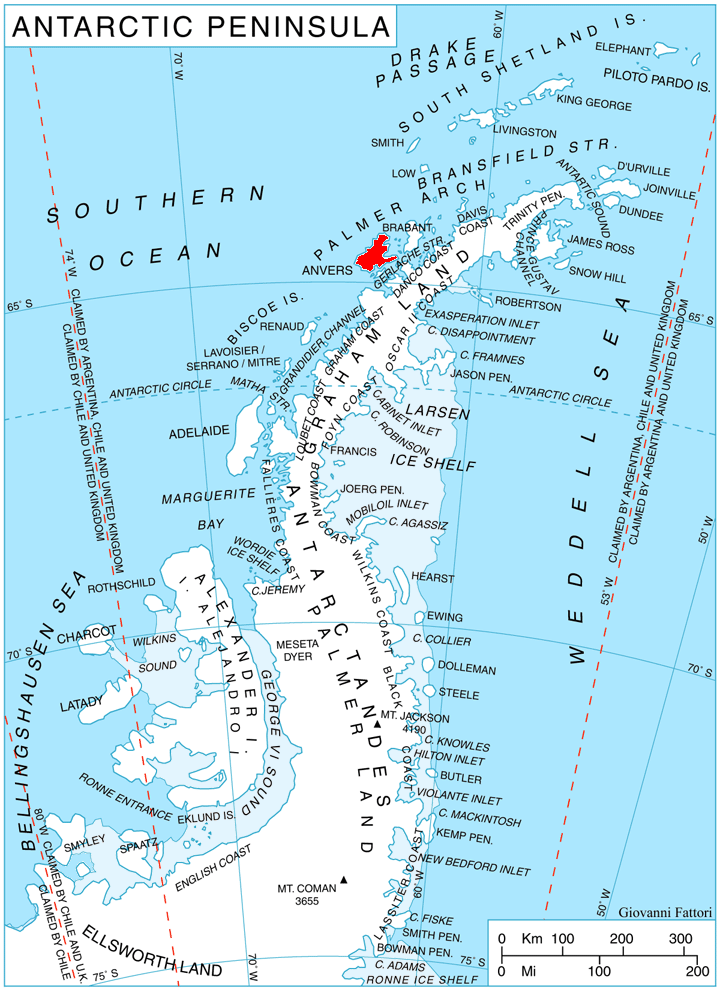

弗羅洛什角（英語：Frolosh Point）是南極洲的海岬，位於帕默群島的布拉班特島東北岸，是加拉塔灣入口處的北部，處於德利拉德夫角以北1.93公里、貝爾角東南面4.1公里和拉姆達島以西7公里，現時由南極條約體系管理。